# Bruno Beatrice
Bruno Beatrice (Milano, 5 marzo 1948 – Arezzo, 16 dicembre 1987) è stato un calciatore italiano.

## Carriera

### Giocatore
Centrocampista d'interdizione dal fisico prestante, crebbe nelle giovanili dell'Inter. Esordì come professionista nella Solbiatese, giocò in Serie A nella Ternana, nella Fiorentina dal 1973 al 1976 e nel Cesena, collezionando complessivamente 126 presenze e 3 reti nella massima serie e 127 presenze e 2 reti in Serie B, aggiudicandosi la Coppa Italia 1974-1975 con la Fiorentina. Chiuse la carriera nel Montevarchi.

### Dopo il ritiro
Nella primavera del 1976, costretto a sospendere l'attività a causa di una pubalgia cronica, Beatrice era stato trattato quotidianamente presso la clinica Villa Camerata di Fiesole, per circa tre mesi, con una massiccia radioterapia a base di raggi X. Come è stato riferito dai familiari del calciatore, Beatrice in quel periodo aveva iniziato a soffrire di insonnia, tremori e spasmi muscolari. Aveva inoltre rivelato di essere stato sottoposto più volte a fleboclisi dopo le terapie.
Poco dopo il ritiro dall'attività agonistica, nel 1985 Beatrice si ammalò di leucemia linfoblastica acuta e morì due anni dopo, trentanovenne. Nel 2005 la procura di Firenze, su richiesta della vedova Gabriella Bernardini Beatrice, aprì un'indagine sulla morte del calciatore (in seguito allargatasi ad altri casi), ipotizzando che questa potesse essere stata determinata da un errato trattamento terapeutico al quale era stato sottoposto.
L'ipotesi che l'uso di terapie nocive e di altre sostanze dopanti durante la carriera agonistica fosse stata la causa della leucemia fu rafforzata, secondo i legali della vedova Beatrice, dal decesso di alcuni ex compagni di squadra ai tempi della Fiorentina. L'indagine dei NAS di Firenze, limitatamente alla morte di Beatrice, si concluse nel giugno del 2008, ipotizzando il reato di omicidio preterintenzionale per l'allora allenatore dei viola, Carlo Mazzone. Il 2 gennaio 2009 la procura di Firenze richiese l'archiviazione del caso per prescrizione.

## Palmarès

### Competizioni nazionali
- Coppa Italia: 1

Fiorentina: 1974-1975
- Campionato italiano Serie C2: 1

Siena: 1981-1982 (girone C)

### Competizioni internazionali
- Coppa di Lega Italo-Inglese: 1

Fiorentina: 1975